# Bernhard Riedel
Bernhard Moritz Carl Ludwig Riedel (Laage, 18 settembre 1846 – Jena, 12 settembre 1916) è stato un chirurgo tedesco.

## Biografia
Si laureò presso l'Università di Rostock nel 1872, e prosettore a Rostock sotto Friedrich Sigmund Merkel (1845-1919). 
Negli anni seguenti, studiò chirurgia con Bernhard von Langenbeck (1810-1887) e Heinrich Adolf von Bardeleben (1819-1895), in seguito fu nominato capo medico del dipartimento di chirurgia presso la Städtisches Krankenhaus ad Aquisgrana (1881). Nel 1888 divenne direttore della clinica chirurgica dell'Università di Jena.
Riedel si occupò del trattamento chirurgico delle condizioni di appendicite e colecistite.